# West Tamar Highway
Der West Tamar Highway ist eine Fernstraße im Norden des australischen Bundesstaates Tasmanien. Er verbindet Launceston entlang des Westufers des Tamar River mit der Küstensiedlung Greens Beach.

## Verlauf
Der Highway beginnt im Stadtzentrum von Launceston und verläuft durch die Vororte Riverside und North Riverside Richtung Nordwesten. Nach Verlassen des Stadtgebietes verbindet der West Tamar Highway die Weinbauorte entlang des Tamar River, wie Legana und Exeter und erreicht als nächste Stadt Beaconsfield. Wenige Kilometer vorher ist er über die einzige Brücke am Tamar River, die Batman Bridge im Verlauf des Batman Highway (B73), mit dem East Tamar Highway verbunden.
Beaconsfield verlässt der West Tamar Highway Richtung Norden und folgt von Beauty Point über Iffraville nach Yorktown der geschwungenen Uferlinie des Port Dalrymple. In Yorktown wendet sich die Straße erneut nach Norden, bis sie die Siedlung Kelso an der Einfahrt in den Naturhafen erreicht. Von dort aus ist es nur noch ein kurzes Stück nach West-Nordwesten bis zum Endpunkt in Greens Beach.